# Morane-Saulnier Épervier
Morane-Saulnier MS.1500 Épervier (Krahujec) byl francouzský prototyp dvoumístného útočného a průzkumného letounu vzniklý v 50. letech 20. století. Vznikl u společnosti Morane-Saulnier podle požadavků francouzské Armée de l'Air, ale jeho sériová výroba nebyla zahájena.

## Vznik a vývoj
Typ byl navržen jako taktický průzkumný a protipovstalecký letoun pro jednotky Armée de l'Air nasazené ve válce v Alžírsku. Jednalo se o samonosný dolnoplošník s dvoučlennou osádkou sedící v kokpitu tandemového uspořádání, s pevným záďovým podvozkem, poháněný turbovrtulovým motorem Turbomeca Bastan IV. Prototyp (imatrikulace F-ZJND) poprvé vzlétl 12. května 1958 poháněn turbovrtulovým motorem Turbomeca Marcadau roztáčející dvoulistou kovovou vrtuli Ratier. Za řízení usedl zkušební pilot Jeaan Person. Byl postaven ještě druhý prototyp zalétaný v říjnu 1959, ale sériová výroba nebyla zahájena.

## Specifikace
Údaje podle publikace Illustrated Encyclopedia of Aircraft

### Technické údaje
- Osádka: 2
- Délka: 10,58 m[2]
- Rozpětí křídla: 13,06 m
- Výška: 3,30 m[2]
- Nosná plocha: 24,00 m²
- Prázdná hmotnost: 1 500 kg[2]
- Maximální vzletová hmotnost: 2 850 kg
- Pohonná jednotka: 1 × turbovrtulový motor Turbomeca Bastan
- Výkon pohonné jednotky: 520 kW (700 hp)

### Výkony
- Maximální rychlost: 315 km/h
- Dolet: max. 1 300 km[2]
- Stoupavost: min. 8,0 m/s[2]

### Výzbroj
- 6 × raketnice pro neřízené rakety
- 6 × 50kg puma